# فهرست قطعنامه‌های شورای امنیت ۶۰۱ تا ۷۰۰
| قطعنامه‌های شورای امنیت                                      |
| ----------------------------------------------------------- |
| منابع: نشست‌های شورای امنیت • UNBISnet • ویکی‌نبشته           |
| ۱ تا ۱۰۰ (۱۹۴۶–۱۹۵۳)                                        |
| ۱۰۱ تا ۲۰۰ (۱۹۵۳–۱۹۶۵)                                      |
| ۲۰۱ تا ۳۰۰ (۱۹۶۵–۱۹۷۱)                                      |
| ۳۰۱ تا ۴۰۰ (۱۹۷۱–۱۹۷۶)                                      |
| ۴۰۱ تا ۵۰۰ (۱۹۷۶–۱۹۸۲)                                      |
| ۵۰۱ تا ۶۰۰ (۱۹۸۲–۱۹۸۷)                                      |
| ۶۰۱ تا ۷۰۰ (۱۹۸۷–۱۹۹۱)                                      |
| ۷۰۱ تا ۸۰۰ (۱۹۹۱–۱۹۹۳)                                      |
| ۸۰۱ تا ۹۰۰ (۱۹۹۳–۱۹۹۴)                                      |
| ۹۰۱ تا ۱۰۰۰ (۱۹۹۴–۱۹۹۵)                                     |
| ۱۰۰۱ تا ۱۱۰۰ (۱۹۹۵–۱۹۹۷)                                    |
| ۱۱۰۱ تا ۱۲۰۰ (۱۹۹۷–۱۹۹۸)                                    |
| ۱۲۰۱ تا ۱۳۰۰ (۱۹۹۸–۲۰۰۰)                                    |
| ۱۳۰۱ تا ۱۴۰۰ (۲۰۰۰–۲۰۰۲)                                    |
| ۱۴۰۱ تا ۱۵۰۰ (۲۰۰۲–۲۰۰۳)                                    |
| ۱۵۰۱ تا ۱۶۰۰ (۲۰۰۳–۲۰۰۵)                                    |
| ۱۶۰۱ تا ۱۷۰۰ (۲۰۰۵–۲۰۰۶)                                    |
| ۱۷۰۱ تا ۱۸۰۰ (۲۰۰۶–۲۰۰۸)                                    |
| ۱۸۰۱ تا ۱۹۰۰ (۲۰۰۸–۲۰۰۹)                                    |
| ۱۹۰۱ تا ۲۰۰۰ (۲۰۰۹–۲۰۱۱)                                    |
| ۲۰۰۱ تا ۲۱۰۰ (۲۰۱۱–۲۰۱۳)                                    |
| ۲۱۰۱ تا ۲۲۰۰ (۲۰۱۳–۲۰۱۵)                                    |
| ۲۲۰۱ تا ۲۳۰۰ (۲۰۱۵–۲۰۱۶)                                    |
| ۲۳۰۱ تا ۲۴۰۰ (۲۰۱۶–۲۰۱۸)                                    |
| ۲۲۰۱ تا ۲۳۰۰ (۲۰۱۸–تاکنون)                                  |
| متن مربوطه در ویکی‌نبشته : قطعنامه‌های شورای امنیت سازمان ملل |

فهرست زیر، شامل قطعنامه‌های سازمان ملل متحد از قطعنامهٔ شمارهٔ ۶۰۱ تا ۷۰۰ است که در بازهٔ زمانی ۲۰۳۰ اکتبر ۱۹۸۷ میلادی تا ۱۷ ژوئن ۱۹۹۱ به تصویب رسیده‌است.
| شمارهٔ قطعنامه | تاریخ           | آرا (موافق-ممتنع-مخالف) | موضوع نشست                                     |
| ------------- | --------------- | ----------------------- | ---------------------------------------------- |
| ۶۰۱           | ۳۰ اکتبر ۱۹۸۷   | ۱۴-۱-۰                  | نامیبیا                                        |
| ۶۰۲           | ۲۵ نوامبر ۱۹۸۷  | ۱۵-۰-۰                  | آنگولا-آفریقای جنوبی                           |
| ۶۰۳           | ۲۵ نوامبر ۱۹۸۷  | ۱۵-۰-۰                  | اسرائیل-جمهوری عربی سوریه                      |
| ۶۰۴           | ۱۴ دسامبر ۱۹۸۷  | ۱۵-۰-۰                  | قبرس                                           |
| ۶۰۵           | ۲۲ دسامبر ۱۹۸۷  | ۱۴-۱-۰                  | سرزمین‌های اشغالی توسط اسرائیل                  |
| ۶۰۶           | ۲۳ دسامبر ۱۹۸۷  | ۱۵-۰-۰                  | آنگولا-آفریقای جنوبی                           |
| ۶۰۷           | ۰۵ ژانویه ۱۹۸۸  | ۱۵-۰-۰                  | سرزمین‌های اشغالی توسط اسرائیل                  |
| ۶۰۸           | ۱۴ ژانویه ۱۹۸۸  | ۱۴-۱-۰                  | سرزمین‌های اشغالی توسط اسرائیل                  |
| ۶۰۹           | ۲۹ ژانویه ۱۹۸۸  | ۱۵-۰-۰                  | اسرائیل-لبنان                                  |
| ۶۱۰           | ۱۶ مارس ۱۹۸۸    | ۱۵-۰-۰                  | آفریقای جنوبی                                  |
| ۶۱۱           | ۲۵ آوریل ۱۹۸۸   | ۱۴-۱-۰                  | اسرائیل-تونس                                   |
| ۶۱۲           | ۰۹ مه ۱۹۸۸      | ۱۵-۰-۰                  | ایران-عراق                                     |
| ۶۱۳           | ۳۱ مه ۱۹۸۸      | ۱۵-۰-۰                  | اسرائیل-جمهوری عربی سوریه                      |
| ۶۱۴           | ۱۵ ژوئن ۱۹۸۸    | ۱۵-۰-۰                  | قبرس                                           |
| ۶۱۵           | ۱۷ ژوئن ۱۹۸۸    | ۱۵-۰-۰                  | آفریقای جنوبی                                  |
| ۶۱۶           | ۲۰ ژوئیه ۱۹۸۸   | ۱۵-۰-۰                  | جمهوری اسلامی ایران-آمریکا                     |
| ۶۱۷           | ۲۹ ژوئیه ۱۹۸۸   | ۱۵-۰-۰                  | اسرائیل-لبنان                                  |
| ۶۱۸           | ۲۹ ژوئیه ۱۹۸۸   | ۱۵-۰-۰                  | اسرائیل-لبنان                                  |
| ۶۱۹           | ۰۹ اوت ۱۹۸۸     | ۱۵-۰-۰                  | ایران-عراق                                     |
| ۶۲۰           | ۲۶ اوت ۱۹۸۸     | ۱۵-۰-۰                  | ایران-عراق                                     |
| ۶۲۱           | ۲۰ سپتامبر ۱۹۸۸ | ۱۵-۰-۰                  | صحرای غربی                                     |
| ۶۲۲           | ۳۱ اکتبر ۱۹۸۸   | ۱۵-۰-۰                  | افغانستان-پاکستان                              |
| ۶۲۳           | ۲۳ نوامبر ۱۹۸۸  | ۱۳-۲-۰                  | آفریقای جنوبی                                  |
| ۶۲۴           | ۳۰ نوامبر ۱۹۸۸  | ۱۵-۰-۰                  | اسرائیل-جمهوری عربی سوریه                      |
| ۶۲۵           | ۱۵ دسامبر ۱۹۸۸  | ۱۵-۰-۰                  | قبرس                                           |
| ۶۲۶           | ۲۰ دسامبر ۱۹۸۸  | ۱۵-۰-۰                  | آنگولا                                         |
| ۶۲۷           | ۰۹ ژانویه ۱۹۸۹  | ۱۵-۰-۰                  | دیوان بین‌المللی دادگستری                       |
| ۶۲۹           | ۱۶ ژانویه ۱۹۸۹  | ۱۵-۰-۰                  | نامبیا                                         |
| ۶۳۰           | ۳۰ ژانویه ۱۹۸۹  | ۱۵-۰-۰                  | اسرائیل-لبنان                                  |
| ۶۳۱           | ۰۸ فوریه ۱۹۸۹   | ۱۵-۰-۰                  | ایران-عراق                                     |
| ۶۳۲           | ۱۶ فوریه ۱۹۸۹   | ۱۵-۰-۰                  | نامبیا                                         |
| ۶۳۳           | ۳۰ مه ۱۹۸۹      | ۱۵-۰-۰                  | اسرائیل-جمهوری عربی سوریه                      |
| ۶۳۴           | ۰۹ ژوئن ۱۹۸۹    | ۱۵-۰-۰                  | قبرس                                           |
| ۶۳۵           | ۱۴ ژوئن ۱۹۸۹    | ۱۵-۰-۰                  | تجارت مواد منفجره                              |
| ۶۳۶           | ۰۶ ژوئیه ۱۹۸۹   | ۱۴-۱-۰                  | سرزمین‌های اشغالی توسط اسرائیل                  |
| ۶۳۷           | ۲۷ ژوئیه ۱۹۸۹   | ۱۵-۰-۰                  | آمریکای مرکزی                                  |
| ۶۳۸           | ۳۱ ژوئیه ۱۹۸۹   | ۱۵-۰-۰                  | گروگان‌گیری                                     |
| ۶۳۹           | ۳۰ ژوئیه ۱۹۸۹   | ۱۵-۰-۰                  | اسرائیل-لبنان                                  |
| ۶۴۰           | ۲۹ اوت ۱۹۸۹     | ۱۵-۰-۰                  | نامبیا                                         |
| ۶۴۱           | ۳۰ اوت ۱۹۸۹     | ۱۴-۱-۰                  | سرزمین‌های اشغالی توسط اسرائیل                  |
| ۶۴۲           | ۲۹ سپتامبر ۱۹۸۹ | ۱۵-۰-۰                  | ایران-عراق                                     |
| ۶۴۳           | ۳۱ اکتبر ۱۹۸۹   | ۱۵-۰-۰                  | نامبیا                                         |
| ۶۴۴           | ۰۷ نوامبر ۱۹۸۹  | ۱۵-۰-۰                  | آمریکای مرکزی                                  |
| ۶۴۵           | ۲۹ نوامبر ۱۹۸۹  | ۱۵-۰-۰                  | اسرائیل-جمهوری عربی سوریه                      |
| ۶۴۶           | ۱۴ دسامبر ۱۹۸۹  | ۱۵-۰-۰                  | قبرس                                           |
| ۶۴۷           | ۱۱ ژانویه ۱۹۹۰  | ۱۵-۰-۰                  | افغانستان-پاکستان                              |
| ۶۴۸           | ۳۱ ژانویه ۱۹۹۰  | ۱۵-۰-۰                  | اسرائیل-لبنان                                  |
| ۶۴۹           | ۱۲ مارس ۱۹۹۰    | ۱۵-۰-۰                  | قبرس                                           |
| ۶۵۰           | ۲۷ مارس ۱۹۹۰    | ۱۵-۰-۰                  | آمریکای مرکزی                                  |
| ۶۵۱           | ۲۹ مارس ۱۹۹۰    | ۱۵-۰-۰                  | ایران-عراق                                     |
| ۶۵۲           | ۱۷ آوریل ۱۹۹۰   | ۱۵-۰-۰                  | پذیرش اعضای جدید سازمان ملل متحد: نامیبیا      |
| ۶۵۳           | ۲۰ آوریل ۱۹۹۰   | ۱۵-۰-۰                  | آمریکای مرکزی                                  |
| ۶۵۴           | ۰۴ مه ۱۹۹۰      | ۱۵-۰-۰                  | آمریکای مرکزی                                  |
| ۶۵۵           | ۳۱ مه ۱۹۹۰      | ۱۵-۰-۰                  | اسرائیل-جمهوری عربی سوریه                      |
| ۶۵۶           | ۰۸ ژوئن ۱۹۹۰    | ۱۵-۰-۰                  | آمریکای مرکزی                                  |
| ۶۵۷           | ۱۵ ژوئن ۱۹۹۰    | ۱۵-۰-۰                  | قبرس                                           |
| ۶۵۸           | ۲۷ ژوئن ۱۹۹۰    | ۱۵-۰-۰                  | صحرای غربی                                     |
| ۶۵۹           | ۳۱ ژوئیه ۱۹۹۰   | ۱۵-۰-۰                  | اسرائیل-لبنان                                  |
| ۶۶۰           | ۰۲ اوت ۱۹۹۰     | ۱۴-۱-۰                  | عراق-کویت                                      |
| ۶۶۱           | ۰۶ اوت ۱۹۹۰     | ۱۳-۲-۰                  | عراق-کویت                                      |
| ۶۶۲           | ۰۹ اوت ۱۹۹۰     | ۱۵-۰-۰                  | عراق-کویت                                      |
| ۶۶۳           | ۱۴ اوت ۱۹۹۰     | ۱۵-۰-۰                  | پذیرش اعضای جدید سازمان ملل متحد: لیختن اشتاین |
| ۶۶۴           | ۱۸ اوت ۱۹۹۰     | ۱۵-۰-۰                  | عراق-کویت                                      |
| ۶۶۵           | ۲۵ اوت ۱۹۹۰     | ۱۳-۲-۰                  | عراق-کویت                                      |
| ۶۶۶           | ۱۳ سپتامبر ۱۹۹۰ | ۱۳-۰-۲                  | عراق-کویت                                      |
| ۶۶۷           | ۱۶ سپتامبر ۱۹۹۰ | ۱۵-۰-۰                  | عراق-کویت                                      |
| ۶۶۸           | ۲۰ سپتامبر ۱۹۹۰ | ۱۵-۰-۰                  | وضعیت کمبودیا                                  |
| ۶۶۹           | ۲۴ سپتامبر ۱۹۹۰ | ۱۵-۰-۰                  | عراق-کویت                                      |
| ۶۷۰           | ۲۵ سپتامبر ۱۹۹۰ | ۱۴-۰-۱                  | عراق-کویت                                      |
| ۶۷۱           | ۲۷ سپتامبر ۱۹۹۰ | ۱۵-۰-۰                  | ایران-عراق                                     |
| ۶۷۲           | ۱۲ اکتبر ۱۹۹۰   | ۱۵-۰-۰                  | سرزمین‌های اشغالی توسط اسرائیل                  |
| ۶۷۳           | ۲۴ اکتبر ۱۹۹۰   | ۱۵-۰-۰                  | سرزمین‌های اشغالی توسط اسرائیل                  |
| ۶۷۴           | ۲۹ اکتبر ۱۹۹۰   | ۱۳-۲-۰                  | عراق-کویت                                      |
| ۶۷۵           | ۰۵ نوامبر ۱۹۹۰  | ۱۵-۰-۰                  | آمریکای مرکزی                                  |
| ۶۷۶           | ۲۸ نوامبر ۱۹۹۰  | ۱۵-۰-۰                  | ایران-عراق                                     |
| ۶۷۷           | ۲۸ نوامبر ۱۹۹۰  | ۱۵-۰-۰                  | عراق-کویت                                      |
| ۶۷۸           | ۲۹ نوامبر ۱۹۹۰  | ۱۲-۱-۲                  | عراق-کویت                                      |
| ۶۷۹           | ۳۰ نوامبر ۱۹۹۰  | ۱۵-۰-۰                  | اسرائیل-جمهوری عربی سوریه                      |
| ۶۸۰           | ۱۴ دسامبر ۱۹۹۰  | ۱۴-۱-۰                  | قبرس                                           |
| ۶۸۱           | ۲۰ دسامبر ۱۹۹۰  | ۱۵-۰-۰                  | سرزمین‌های اشغالی توسط اسرائیل                  |
| ۶۸۲           | ۲۱ دسامبر ۱۹۹۰  | ۱۵-۰-۰                  | قبرس                                           |
| ۶۸۳           | ۲۲ دسامبر ۱۹۹۰  | ۱۴-۰-۱                  | جزایر آرام (قلمرو تراست)                       |
| ۶۸۴           | ۳۰ ژانویه ۱۹۹۱  | ۱۵-۰-۰                  | اسرائیل-لبنان                                  |
| ۶۸۵           | ۳۱ ژانویه ۱۹۹۱  | ۱۵-۰-۰                  | ایران-عراق                                     |
| ۶۸۶           | ۰۲ مارس ۱۹۹۱    | ۱۱-۳-۱                  | عراق-کویت                                      |
| ۶۸۷           | ۰۳ آوریل ۱۹۹۱   | ۱۲-۲-۱                  | عراق-کویت                                      |
| ۶۸۸           | ۰۵ آوریل ۱۹۹۱   | ۱۰-۲-۳                  | عراق                                           |
| ۶۸۹           | ۰۹ آوریل ۱۹۹۱   | ۱۵-۰-۰                  | عراق-کویت                                      |
| ۶۹۰           | ۲۹ آوریل ۱۹۹۱   | ۱۵-۰-۰                  | صحرای غربی                                     |
| ۶۹۱           | ۰۶ مه ۱۹۹۱      | ۱۵-۰-۰                  | آمریکای مرکزی                                  |
| ۶۹۲           | ۲۰ مه ۱۹۹۱      | ۱۴-۱-۰                  | عراق-کویت                                      |
| ۶۹۳           | ۲۰ مه ۱۹۹۱      | ۱۵-۰-۰                  | آمریکای مرکزی                                  |
| ۶۹۴           | ۲۴ مه ۱۹۹۱      | ۱۵-۰-۰                  | سرزمین‌های اشغالی توسط اسرائیل                  |
| ۶۹۵           | ۳۰ مه ۱۹۹۱      | ۱۵-۰-۰                  | اسرائیل-جمهوری عربی سوریه                      |
| ۶۹۶           | ۳۰ مه ۱۹۹۱      | ۱۵-۰-۰                  | آنگولا                                         |
| ۶۹۷           | ۱۴ ژوئن ۱۹۹۱    | ۱۵-۰-۰                  | قبرس                                           |
| ۶۹۸           | ۱۴ ژوئن ۱۹۹۱    | ۱۵-۰-۰                  | قبرس                                           |
| ۶۹۹           | ۱۷ ژوئن ۱۹۹۱    | ۱۵-۰-۰                  | عراق                                           |
| ۷۰۰           | ۱۷ ژوئن ۱۹۹۱    | ۱۵-۰-۰                  | عراق                                           |